# Szwajcaria na Letnich Igrzyskach Olimpijskich 2020
Szwajcarię na Letnich Igrzyskach Olimpijskich 2020 reprezentowało 113 zawodników: 59 mężczyzn i 54 kobiet. Był to 29 start reprezentacji Szwajcarii na letnich igrzyskach olimpijskich.

## Zdobyte medale[3]
| Medal  | Zawodnik                          | Dyscyplina        | Konkurencja                            | Rezultat                                                                  | Data       |
| ------ | --------------------------------- | ----------------- | -------------------------------------- | ------------------------------------------------------------------------- | ---------- |
| Złoto  | Jolanda Neff                      | Kolarstwo górskie | cross-country kobiet                   | 1:15:46                                                                   | 27 lipca   |
| Złoto  | Nina Christen                     | Strzelectwo       | karabin małokalibrowy 3 pozycje kobiet | 463,9 pkt                                                                 | 31 lipca   |
| Złoto  | Belinda Bencic                    | Tenis ziemny      | gra pojedyncza kobiet                  | W finale pokonała reprezentantkę Czech Markéta Vondroušová                | 31 lipca   |
| Srebro | Mathias Flückiger                 | Kolarstwo górskie | cross-country mężczyzn                 | 1:25:34                                                                   | 26 lipca   |
| Srebro | Sina Frei                         | Kolarstwo górskie | cross-country kobiet                   | 1:16:57                                                                   | 27 lipca   |
| Srebro | Marlen Reusser                    | Kolarstwo szosowe | jazda indywidualna na czas kobiet      | 31:09,96                                                                  | 28 lipca   |
| Srebro | Belinda Bencic, Viktorija Golubic | Tenis ziemny      | gra podwójna kobiet                    | w finale uległy reprezentantkom Czech Krejčíková/Siniaková                | 1 sierpnia |
| Brąz   | Nina Christen                     | Strzelectwo       | karabin pneumatyczny 10 m kobiet       | 230,6 pkt                                                                 | 24 lipca   |
| Brąz   | Linda Indergand                   | Kolarstwo górskie | cross-country kobiet                   | 1:17:05                                                                   | 27 lipca   |
| Brąz   | Jérémy Desplanches                | Pływanie          | 200 m stylem zmiennym mężczyzn         | 1:56,17                                                                   | 30 lipca   |
| Brąz   | Noè Ponti                         | Pływanie          | 100 m stylem motylkowym mężczyzn       | 50,74 s                                                                   | 31 lipca   |
| Brąz   | Nikita Ducarroz                   | Kolarstwo BMX     | freestyle kobiet                       | 89,20 pkt                                                                 | 1 sierpnia |
| Brąz   | Joana Heidrich, Anouk Vergé-Dépré | Siatkówka plażowa | turniej kobiet                         | W meczu o brązowy medal pokonały reprezentantki Łotwy Kravčenoka/Graudiņa | 6 sierpnia |

## Skład kadry

### Badminton
| Zawodnik       | Konkurencja        | Faza grupowa                   | Faza grupowa                        | Faza grupowa                | Pozycja | 1/8              | Ćwierćfinały     | Półfinały        | Finał            | Finał   | Źródło                  |
| Zawodnik       | Konkurencja        | Przeciwnik Wynik               | Przeciwnik Wynik                    | Przeciwnik Wynik            | Pozycja | Przeciwnik Wynik | Przeciwnik Wynik | Przeciwnik Wynik | Przeciwnik Wynik | Pozycja | Źródło                  |
| -------------- | ------------------ | ------------------------------ | ----------------------------------- | --------------------------- | ------- | ---------------- | ---------------- | ---------------- | ---------------- | ------- | ----------------------- |
| Sabrina Jaquet | gra pojedyncza (k) | Tai Tzu-ying 0-2 (7-21, 13-21) | Nguyễn Thùy Linh 0-2 (10-21, 14-21) | Qi Xuefei 0-2 (8-21, 17-21) | 4.      | NQ               | NQ               | NQ               | NQ               | 15.     | [ 4 ] [ 5 ] [ 6 ] [ 7 ] |

### Gimnastyka
Mężczyźni
| Zawodnik          | Konkurencja        | Kwalifikacje | Kwalifikacje | Kwalifikacje | Kwalifikacje | Kwalifikacje | Kwalifikacje | Kwalifikacje | Finał    | Finał    | Finał    | Finał    | Finał    | Finał    | Finał   | Pozycja | Źródło |
| Zawodnik          | Konkurencja        | Przyrząd     | Przyrząd     | Przyrząd     | Przyrząd     | Przyrząd     | Przyrząd     | Razem        | Przyrząd | Przyrząd | Przyrząd | Przyrząd | Przyrząd | Przyrząd | Razem   | Pozycja | Źródło |
| Zawodnik          | Konkurencja        | F            | PH           | R            | V            | PB           | HB           | Razem        | F        | PH       | R        | V        | PB       | HB       | Razem   | Pozycja | Źródło |
| ----------------- | ------------------ | ------------ | ------------ | ------------ | ------------ | ------------ | ------------ | ------------ | -------- | -------- | -------- | -------- | -------- | -------- | ------- | ------- | ------ |
| Christian Baumann | wielobój drużynowy | 13,833       | 12,700       | 13,766       | 13,566       | 15,200       | 12,566       | 81,631       | N/A      | N/A      | 13,166   | N/A      | 14,600   | 13,966   | 41,132  | 6.      | [ 8 ]  |
| Pablo Brägger     | wielobój drużynowy | 14,133       | 13,566       | 13,466       | 12,733       | 15,066       | 12,600       | 81,564       | 14,233   | 13,400   | 13,466   | 13,833   | 14,833   | 13,933   | 83,698  | 6.      | [ 9 ]  |
| Benjamin Gischard | wielobój drużynowy | 14,266       | 13,833       | 13,333       | 14,166       | 13,800       | 13,100       | 82,498       | 14,000   | 13,866   | N/A      | 14,000   | N/A      | N/A      | 41,866  | 6.      | [ 10 ] |
| Eddy Yusof        | wielobój drużynowy | 13,500       | 12,466       | 13,533       | 14,333       | 14,700       | 13,366       | 81,898       | 13,833   | 13,833   | 13,666   | 14,166   | 14,633   | 13,500   | 83,631  | 6.      | [ 11 ] |
| Razem             | wielobój drużynowy | 12,232       | 40,099       | 40,765       | 42,065       | 44,966       | 39,066       | 249,193      | 42,066   | 41,099   | 40,298   | 41,999   | 40,066   | 41,399   | 250,927 | 6.      | [ 12 ] |

| Zawodnik          | Konkurencja                 | Kwalifikacje | Kwalifikacje | Kwalifikacje | Kwalifikacje | Kwalifikacje | Kwalifikacje | Kwalifikacje | Kwalifikacje | Finał    | Finał    | Finał    | Finał    | Finał    | Finał    | Finał  | Finał   | Źródło |
| Zawodnik          | Konkurencja                 | Przyrząd     | Przyrząd     | Przyrząd     | Przyrząd     | Przyrząd     | Przyrząd     | Razem        | Pozycja      | Przyrząd | Przyrząd | Przyrząd | Przyrząd | Przyrząd | Przyrząd | Razem  | Pozycja | Źródło |
| Zawodnik          | Konkurencja                 | F            | PH           | R            | V            | PB           | HB           | Razem        | Pozycja      | F        | PH       | R        | V        | PB       | HB       | Razem  | Pozycja | Źródło |
| ----------------- | --------------------------- | ------------ | ------------ | ------------ | ------------ | ------------ | ------------ | ------------ | ------------ | -------- | -------- | -------- | -------- | -------- | -------- | ------ | ------- | ------ |
| Benjamin Gischard | wielobój indywidualnie      | 14,266       | 13,833       | 13,333       | 14,166       | 13,800       | 13,100       | 82,498       | 26.          | 14,300   | 13,666   | 13,433   | 14,300   | 13,700   | 13,333   | 82,732 | 13.     | [ 10 ] |
| Eddy Yusof        | wielobój indywidualnie      | 13,500       | 12,466       | 13,533       | 14,333       | 14,700       | 13,366       | 81,898       | 31.          | 13,800   | 13,866   | 13,300   | 13,033   | 14,533   | 13,200   | 81,732 | 16.     | [ 11 ] |
| Christian Baumann | wielobój indywidualnie      | 13,833       | 12,700       | 13,766       | 13,566       | 15,200       | 12,566       | 81,631       | 33.          | NQ       | NQ       | NQ       | NQ       | NQ       | NQ       | NQ     | NQ      | [ 8 ]  |
| Pablo Brägger     | wielobój indywidualnie      | 14,133       | 13,566       | 13,466       | 12,733       | 15,066       | 12,600       | 81,564       | 35.          | NQ       | NQ       | NQ       | NQ       | NQ       | NQ       | NQ     | NQ      | [ 9 ]  |
| Benjamin Gischard | ćwiczenia wolne             | 14,266       | N/A          | N/A          | N/A          | N/A          | N/A          | 14,266       | 19.          | NQ       | NQ       | NQ       | NQ       | NQ       | NQ       | NQ     | NQ      | [ 10 ] |
| Pablo Brägger     | ćwiczenia wolne             | 14,133       | N/A          | N/A          | N/A          | N/A          | N/A          | 14,133       | 22.          | NQ       | NQ       | NQ       | NQ       | NQ       | NQ       | NQ     | NQ      | [ 9 ]  |
| Christian Baumann | ćwiczenia wolne             | 13,833       | N/A          | N/A          | N/A          | N/A          | N/A          | 13,833       | 30.          | NQ       | NQ       | NQ       | NQ       | NQ       | NQ       | NQ     | NQ      | [ 8 ]  |
| Eddy Yusof        | ćwiczenia wolne             | 13,500       | N/A          | N/A          | N/A          | N/A          | N/A          | 13,500       | 46.          | NQ       | NQ       | NQ       | NQ       | NQ       | NQ       | NQ     | NQ      | [ 11 ] |
| Christian Baumann | ćwiczenia na poręczach      | N/A          | N/A          | N/A          | N/A          | 15,200       | N/A          | 15,200       | 13.          | NQ       | NQ       | NQ       | NQ       | NQ       | NQ       | NQ     | NQ      | [ 8 ]  |
| Pablo Brägger     | ćwiczenia na poręczach      | N/A          | N/A          | N/A          | N/A          | 15,066       | N/A          | 15,066       | 18.          | NQ       | NQ       | NQ       | NQ       | NQ       | NQ       | NQ     | NQ      | [ 9 ]  |
| Eddy Yusof        | ćwiczenia na poręczach      | N/A          | N/A          | N/A          | N/A          | 14,700       | N/A          | 14,700       | 26.          | NQ       | NQ       | NQ       | NQ       | NQ       | NQ       | NQ     | NQ      | [ 11 ] |
| Benjamin Gischard | ćwiczenia na poręczach      | N/A          | N/A          | N/A          | N/A          | 13,800       | N/A          | 13,800       | 50.          | NQ       | NQ       | NQ       | NQ       | NQ       | NQ       | NQ     | NQ      | [ 10 ] |
| Eddy Yusof        | ćwiczenia na drążku         | N/A          | N/A          | N/A          | N/A          | N/A          | 13,366       | 13,366       | 34.          | NQ       | NQ       | NQ       | NQ       | NQ       | NQ       | NQ     | NQ      | [ 11 ] |
| Benjamin Gischard | ćwiczenia na drążku         | N/A          | N/A          | N/A          | N/A          | N/A          | 13,100       | 13,100       | 43.          | NQ       | NQ       | NQ       | NQ       | NQ       | NQ       | NQ     | NQ      | [ 10 ] |
| Pablo Brägger     | ćwiczenia na drążku         | N/A          | N/A          | N/A          | N/A          | N/A          | 12,600       | 12,600       | 58.          | NQ       | NQ       | NQ       | NQ       | NQ       | NQ       | NQ     | NQ      | [ 9 ]  |
| Christian Baumann | ćwiczenia na drążku         | N/A          | N/A          | N/A          | N/A          | N/A          | 12,566       | 12,566       | 59.          | NQ       | NQ       | NQ       | NQ       | NQ       | NQ       | NQ     | NQ      | [ 8 ]  |
| Benjamin Gischard | ćwiczenia na koniu z łękami | N/A          | 13,833       | N/A          | N/A          | N/A          | N/A          | 13,833       | 24.          | NQ       | NQ       | NQ       | NQ       | NQ       | NQ       | NQ     | NQ      | [ 10 ] |
| Pablo Brägger     | ćwiczenia na koniu z łękami | N/A          | 13,566       | N/A          | N/A          | N/A          | N/A          | 13,566       | 33.          | NQ       | NQ       | NQ       | NQ       | NQ       | NQ       | NQ     | NQ      | [ 9 ]  |
| Christian Baumann | ćwiczenia na koniu z łękami | N/A          | 12,700       | N/A          | N/A          | N/A          | N/A          | 12,700       | 57.          | NQ       | NQ       | NQ       | NQ       | NQ       | NQ       | NQ     | NQ      | [ 8 ]  |
| Eddy Yusof        | ćwiczenia na koniu z łękami | N/A          | 12,466       | N/A          | N/A          | N/A          | N/A          | 12,466       | 60.          | NQ       | NQ       | NQ       | NQ       | NQ       | NQ       | NQ     | NQ      | [ 11 ] |
| Christian Baumann | ćwiczenia na kółkach        | N/A          | N/A          | 13,766       | N/A          | N/A          | N/A          | 13,766       | 29.          | NQ       | NQ       | NQ       | NQ       | NQ       | NQ       | NQ     | NQ      | [ 8 ]  |
| Eddy Yusof        | ćwiczenia na kółkach        | N/A          | N/A          | 13,533       | N/A          | N/A          | N/A          | 13,533       | 38.          | NQ       | NQ       | NQ       | NQ       | NQ       | NQ       | NQ     | NQ      | [ 11 ] |
| Pablo Brägger     | ćwiczenia na kółkach        | N/A          | N/A          | 13,466       | N/A          | N/A          | N/A          | 13,466       | 39.          | NQ       | NQ       | NQ       | NQ       | NQ       | NQ       | NQ     | NQ      | [ 9 ]  |
| Benjamin Gischard | ćwiczenia na kółkach        | N/A          | N/A          | 13,333       | N/A          | N/A          | N/A          | 13,333       | 46.          | NQ       | NQ       | NQ       | NQ       | NQ       | NQ       | NQ     | NQ      | [ 10 ] |

Kobiety
| Zawodniczka        | Konkurencja             | Kwalifikacje | Kwalifikacje | Kwalifikacje | Kwalifikacje | Kwalifikacje | Kwalifikacje | Finał     | Finał     | Finał     | Finał     | Finał  | Finał   | Źródło |
| Zawodniczka        | Konkurencja             | Przyrządy    | Przyrządy    | Przyrządy    | Przyrządy    | Razem        | Pozycja      | Przyrządy | Przyrządy | Przyrządy | Przyrządy | Razem  | Pozycja | Źródło |
| Zawodniczka        | Konkurencja             | V            | UB           | BB           | F            | Razem        | Pozycja      | V         | UB        | BB        | F         | Razem  | Pozycja | Źródło |
| ------------------ | ----------------------- | ------------ | ------------ | ------------ | ------------ | ------------ | ------------ | --------- | --------- | --------- | --------- | ------ | ------- | ------ |
| Giulia Steingruber | wielobój indywidualnie  | 14,833       | 12,800       | 12,600       | 13,300       | 53,533       | 30.          | 14,833    | 12,800    | 12,400    | 13,333    | 53,366 | 15.     | [ 13 ] |
| Giulia Steingruber | ćwiczenia na poręczach  | N/A          | 12,800       | N/A          | N/A          | 12,800       | 53.          | NQ        | NQ        | NQ        | NQ        | NQ     | NQ      | [ 13 ] |
| Giulia Steingruber | ćwiczenia na równoważni | N/A          | N/A          | 12,600       | N/A          | 12,600       | 47.          | NQ        | NQ        | NQ        | NQ        | NQ     | NQ      | [ 13 ] |
| Giulia Steingruber | ćwiczenia wolne         | N/A          | N/A          | N/A          | 13,300       | 13,300       | 23.          | NQ        | NQ        | NQ        | NQ        | NQ     | NQ      | [ 13 ] |
| Giulia Steingruber | skoki                   | 14,566       | N/A          | N/A          | N/A          | 14,566       | 10.          | NQ        | NQ        | NQ        | NQ        | NQ     | NQ      | [ 13 ] |

### Golf
| Zawodnik          | Konkurencja | Runda 1 | Runda 2 | Runda 3 | Runda 4 | Łącznie | Łącznie | Łącznie | Źródło |
| Zawodnik          | Konkurencja | Wynik   | Wynik   | Wynik   | Wynik   | Wynik   | Par     | Pozycja | Źródło |
| ----------------- | ----------- | ------- | ------- | ------- | ------- | ------- | ------- | ------- | ------ |
| Albane Valenzuela | kobiety     | 71      | 69      | 67      | 69      | 276     | - 8     | 18.     | [ 14 ] |
| Kim Métraux       | kobiety     | 74      | 70      | 74      | 73      | 291     | + 7     | 54.     | [ 14 ] |

### Jeździectwo
Ujeżdżenie
| Zawodnik          | Koń                      | Konkurencja         | Grand Prix | Grand Prix | Grand Prix Special | Grand Prix Special | Finał | Finał | Źródło |
| Zawodnik          | Koń                      | Konkurencja         | Wynik      | Poz.       | Wynik              | Poz.               | Wynik | Poz.  | Źródło |
| ----------------- | ------------------------ | ------------------- | ---------- | ---------- | ------------------ | ------------------ | ----- | ----- | ------ |
| Estelle Wettstein | Ujeżdżenie indywidualnie | West Side Story Old | 67,748     | 41.        | NQ                 | NQ                 | NQ    | NQ    | [ 15 ] |

Skoki przez przeszkody
| Zawodnik                                  | Konkurencja   | Koń                                              | Kwalifikacje | Kwalifikacje | Kwalifikacje | Kwalifikacje | Finał      | Finał       | Finał   | Pozycja | Źródło        |
| Zawodnik                                  | Konkurencja   | Koń                                              | Kary         | Kary         | Łącznie      | Pozycja      | Kary       | Kary        | Łącznie | Pozycja | Źródło        |
| Zawodnik                                  | Konkurencja   | Koń                                              | Przeszkody   | Limit czasu  | Łącznie      | Pozycja      | Przeszkody | Limit czasu | Łącznie | Pozycja | Źródło        |
| ----------------------------------------- | ------------- | ------------------------------------------------ | ------------ | ------------ | ------------ | ------------ | ---------- | ----------- | ------- | ------- | ------------- |
| Martin Fuchs                              | indywidualnie | Clonney 51                                       | 0            | 0            | 0            | 1.           | 8          | 0           | 8       | 16.     | [ 16 ] [ 17 ] |
| Beat Mändli                               | indywidualnie | Dsarie                                           | 0            | 1            | 1            | 26.          | RT         | RT          | RT      | DNF     | [ 16 ] [ 17 ] |
| Steve Guerdat                             | indywidualnie | Venard de Cerisy                                 | 4            | 0            | 4            | 31.          | NQ         | NQ          | NQ      | 31.     | [ 16 ] [ 17 ] |
| Martin Fuchs Bryan Balsiger Steve Guerdat | drużynowo     | Clonney 51 Twentytwo des Biches Venard de Cerisy | 0 0 8        | 1 0 1        | 10           | 4.           | 8 16 4     | 0 0 0       | 28      | 5.      | [ 18 ] [ 19 ] |

WKKW
| Zawodnik                                                 | Konkurencja   | Koń                                                      | Ujeżdżenie          | Cross country       | Skoki (runda kwalifikacyjna) | Razem  | Skoki (runda finałowa) | Finał | Pozycja | Źródło |
| -------------------------------------------------------- | ------------- | -------------------------------------------------------- | ------------------- | ------------------- | ---------------------------- | ------ | ---------------------- | ----- | ------- | ------ |
| Felix Vogg                                               | indywidualnie | Colero                                                   | 26,70               | 11,80               | 8,00                         | 46,50  | 5,20                   | 51,70 | 19.     | [ 20 ] |
| Mélody Johner                                            | indywidualnie | Toubleu DE Rueire                                        | 36,10               | 0,40                | 0,00                         | 36,50  | 13,20                  | 19,70 | 17.     | [ 20 ] |
| Robin Godel                                              | indywidualnie | Jet Set                                                  | 37,10               | RT                  | DNF                          | DNF    | DNF                    | DNF   | DNF     | [ 20 ] |
| Felix Vogg Mélody Johner Robin Godel Eveline Bodenmüller | drużynowo     | Colero Toubleu DE Rueire Jet Set Violine De La Brasserie | 26,70 36,10 36,40 - | 11,80 0,40 200,00 - | 8,00 0,00 - 0,00             | 339,40 | N/A                    | N/A   | 10.     | [ 22 ] |

### Judo
| Zawodnik        | Konkurencja | 1/16                | 1/8                 | Ćwierćfinał         | Półfinał            | Repasaże            | Finał / 3.miejsce   | Finał / 3.miejsce | Źródła |
| Zawodnik        | Konkurencja | Przeciwniczka Wynik | Przeciwniczka Wynik | Przeciwniczka Wynik | Przeciwniczka Wynik | Przeciwniczka Wynik | Przeciwniczka Wynik | Pozycja           | Źródła |
| --------------- | ----------- | ------------------- | ------------------- | ------------------- | ------------------- | ------------------- | ------------------- | ----------------- | ------ |
| Nils Stump      | -73 kg (m)  | Gjakova P 00-11     | NQ                  | NQ                  | NQ                  | NQ                  | NQ                  | 17.               | [ 23 ] |
| Fabienne Kocher | -52 kg (k)  | Pérez W 01-00       | Sosorbaram W 01-00  | Pupp W 10-00        | Buchard P 00-10     | N/A                 | Giles P 00-10       | 5.                | [ 24 ] |

### Kajakarstwo górskie
| Zawodnik        | Konkurencja | Eliminacje | Eliminacje | Eliminacje | Eliminacje | Eliminacje | Eliminacje | Półfinały | Półfinały | Finał | Finał   | Pozycja | Źródło |
| Zawodnik        | Konkurencja | P 1        | M.         | P 2        | M.         | Razem      | M.         | Czas      | Miejsce   | Czas  | Miejsce | Pozycja | Źródło |
| --------------- | ----------- | ---------- | ---------- | ---------- | ---------- | ---------- | ---------- | --------- | --------- | ----- | ------- | ------- | ------ |
| Martin Dougoud  | K-1 (m)     | 93,70      | 6.         | 100,58     | 18.        | 93,70      | 14.        | 99,28     | 13.       | NQ    | NQ      | 13.     | [ 25 ] |
| Thomas Koechlin | C-1 (m)     | 105,66     | 10.        | 104,57     | 10.        | 104,57     | 12.        | 111,20    | 13.       | NQ    | NQ      | 13.     | [ 25 ] |
| Naemi Brändle   | K-1 (k)     | 230,37     | 27.        | 135,00     | 22.        | 135,00     | 24.        | 121,91    | 18.       | NQ    | NQ      | 18.     | [ 25 ] |
| Alena Marx      | C-1 (k)     | 120,12     | 10.        | 150,84     | 18.        | 120,12     | 16.        | 163,09    | 16.       | NQ    | NQ      | 16.     | [ 25 ] |

### Karate
| Zawodnik      | Konkurencja          | Faza grupowa     | Faza grupowa     | Faza grupowa     | Faza grupowa     | Faza grupowa | Półfinały        | Finał            | Finał   | Źródło                             |
| Zawodnik      | Konkurencja          | Przeciwnik Wynik | Przeciwnik Wynik | Przeciwnik Wynik | Przeciwnik Wynik | Pozycja      | Przeciwnik Wynik | Przeciwnik Wynik | Pozycja | Źródło                             |
| ------------- | -------------------- | ---------------- | ---------------- | ---------------- | ---------------- | ------------ | ---------------- | ---------------- | ------- | ---------------------------------- |
| Elena Quirici | powyżej 61 kg kobiet | [[]] 2:1         | [[]] 3:3         | [[]] 4:0         | [[]] 1:1         | 3.           | NQ               | NQ               | 5.      | [ 26 ] [ 27 ] [ 28 ] [ 29 ] [ 30 ] |

### Kolarstwo

#### Kolarstwo szosowe
| Zawodnik       | Konkurencja                    | Czas     | Pozycja | Źródło |
| -------------- | ------------------------------ | -------- | ------- | ------ |
| Marc Hirschi   | wyścig ze startu wspólnego (m) | 6:11:46  | 25.     | [ 31 ] |
| Michael Schär  | wyścig ze startu wspólnego (m) | 6:13:17  | 31.     | [ 31 ] |
| Gino Mäder     | wyścig ze startu wspólnego (m) | 6:21:46  | 74.     | [ 31 ] |
| Stefan Küng    | wyścig ze startu wspólnego (m) | 6:15:38  | 40.     | [ 31 ] |
| Stefan Küng    | jazda indywidualna na czas (m) | 56:08,49 | 4.      | [ 31 ] |
| Marlen Reusser | wyścig ze startu wspólnego (k) | 4:02:16  | 46.     | [ 32 ] |
| Marlen Reusser | jazda indywidualna na czas (k) | 31:09,96 | srebro  | [ 32 ] |

#### Kolarstwo torowe
Madison
| Zawodnik                     | Konkurencja | Punkty | Punkty  | Punkty  | Punkty  | Pozycja | Źródło |
| Zawodnik                     | Konkurencja | Sprint | Okr.pkt | Okr.pkt | Łącznie | Pozycja | Źródło |
| ---------------------------- | ----------- | ------ | ------- | ------- | ------- | ------- | ------ |
| Zawodnik                     | Konkurencja | Sprint | +       | -       | Łącznie | Pozycja | Źródło |
| Robin Froidevaux Théry Schir | mężczyźni   | 8      |         | 0       | 8       | 7.      | [ 33 ] |

Omnium
| Zawodnik    | Konkurencja | Scratch | Scratch | Wyścig tempowy | Wyścig tempowy   | Wyścig tempowy | Wyścig eliminacyjny | Wyścig eliminacyjny | Wyścig punktowy | Wyścig punktowy | Wyścig punktowy | Suma punktów | Pozycja | Źródło |
| Zawodnik    | Konkurencja | Miejsce | Punkty  | Miejsce        | Punkty wyścigowe | Punkty         | Miejsce             | Punkty              | Sprint          | Okrążenia       | Miejsce         | Suma punktów | Pozycja | Źródło |
| ----------- | ----------- | ------- | ------- | -------------- | ---------------- | -------------- | ------------------- | ------------------- | --------------- | --------------- | --------------- | ------------ | ------- | ------ |
| Théry Schir | mężczyźni   | 9.      | 24      | 4.             | 23               | 34             | 3.                  | 36                  | 15              |                 | 1.              | 109          | 7.      | [ 33 ] |

Wyścig na dochodzenie drużynowy
| Zawodnik                                                      | Konkurencja | Kwalifikacje | Kwalifikacje | Pierwsza runda       | Pierwsza runda | Finał                      | Finał | Źródło |
| Zawodnik                                                      | Konkurencja | Czas         | M.           | Przeciwnik Wynik     | M.             | Przeciwnik Wynik           | M.    | Źródło |
| ------------------------------------------------------------- | ----------- | ------------ | ------------ | -------------------- | -------------- | -------------------------- | ----- | ------ |
| Robin Froidevaux Stefan Bissegger Mauro Schmid Cyrille Thièry | mężczyźni   | 3:51,514     | 8.           | Australia · 3:49,111 | 2.             | Wielka Brytania · 3:50,041 | 8.    | [ 33 ] |

#### Kolarstwo górskie
| Zawodnik          | Konkurencja       | Czas    | Pozycja | Źródło |
| ----------------- | ----------------- | ------- | ------- | ------ |
| Jolanda Neff      | cross-country (k) | 1:15:46 | złoto   | [ 34 ] |
| Sina Frei         | cross-country (k) | 1:16:57 | srebro  | [ 34 ] |
| Linda Indergand   | cross-country (k) | 1:17:05 | brąz    | [ 34 ] |
| Mathias Flückiger | cross-country (m) | 1:25:34 | srebro  | [ 35 ] |
| Nino Schurter     | cross-country (m) | 1:25:56 | 4.      | [ 35 ] |
| Filippo Colombo   | cross-country (m) | 1:28:04 | 12.     | [ 35 ] |

#### Kolarstwo BMX
Wyścig
| Zawodnik       | Konkurencja | Ćwierćfinał | Ćwierćfinał | Półfinał | Półfinał | Finał | Finał   | Pozycja | Źródło |
| Zawodnik       | Konkurencja | Wynik       | Miejsce     | Wynik    | Miejsce  | Wynik | Miejsce | Pozycja | Źródło |
| -------------- | ----------- | ----------- | ----------- | -------- | -------- | ----- | ------- | ------- | ------ |
| Zoe Claessens  | kobiety     | 7           | 2.          | 17       | 7.       | NQ    | NQ      | 14.     | [ 36 ] |
| Simon Marquart | mężczyźni   | 14          | 5.          | NQ       | NQ       | NQ    | NQ      | 19.     | [ 37 ] |
| David Graf     | mężczyźni   | 6           | 2.          | 18       | 5.       | NQ    | NQ      | 14.     | [ 37 ] |

Freestyle
| Zawodnik        | Konkurencja       | Eliminacje | Eliminacje | Eliminacje | Eliminacje | Finał      | Finał      | Finał | Pozycja | Źródło |
| Zawodnik        | Konkurencja       | Przejazd 1 | Przejazd 2 | Średnia    | Miejsce    | Przejazd 1 | Przejazd 2 | Wynik | Pozycja | Źródło |
| --------------- | ----------------- | ---------- | ---------- | ---------- | ---------- | ---------- | ---------- | ----- | ------- | ------ |
| Nikita Ducarroz | freestyle kobiety | 83,70      | 83,40      | 83,55      | 3.         | 89,20      | 54,60      | 89,20 | brąz    | [ 38 ] |

### Lekkoatletyka
Konkurencje biegowe
| Zawodnik                                                       | Konkurencja            | Eliminacje | Eliminacje | Półfinał | Półfinał | Finał    | Finał   | Źródło |
| Zawodnik                                                       | Konkurencja            | Wynik      | Miejsce    | Wynik    | Miejsce  | Wynik    | Miejsce | Źródło |
| -------------------------------------------------------------- | ---------------------- | ---------- | ---------- | -------- | -------- | -------- | ------- | ------ |
| Silvan Wicki                                                   | 100 m (m)              | 10,28      | 6.         | NQ       | NQ       | NQ       | NQ      | [ 39 ] |
| William Reais                                                  | 200 m (m)              | 20,51      | 3.         | 20,44    | 5.       | NQ       | NQ      | [ 40 ] |
| Ricky Petrucciani                                              | 400 m (m)              | 45,64      | 3.         | 45,26    | 6.       | NQ       | NQ      | [ 41 ] |
| Jonas Raess                                                    | 5 000 m (m)            | 13:43,52   | 11.        | N/A      | N/A      | NQ       | NQ      | [ 42 ] |
| Julien Wanders                                                 | 10 000 m (m)           | N/A        | N/A        | N/A      | N/A      | 28:55,29 | 21.     | [ 43 ] |
| Jason Joseph                                                   | 110 m przez płotki(m)  | 13,31      | 2.         | 13,46    | 5.       | NQ       | NQ      | [ 44 ] |
| Tadesse Abraham                                                | maraton (m)            | N/A        | N/A        | N/A      | N/A      | DNF      | DNF     | [ 45 ] |
| Salomé Kora                                                    | 100 m (k)              | 11,25      | 5.         | NQ       | NQ       | NQ       | NQ      | [ 46 ] |
| Ajla Del Ponte                                                 | 100 m (k)              | 10,91      | 2.         | 11,01    | 2.       | 10,97    | 5.      | [ 46 ] |
| Mujinga Kambundji                                              | 100 m (k)              | 10,95      | 2.         | 10,96    | 2.       | 10,99    | 6.      | [ 46 ] |
| Mujinga Kambundji                                              | 200 m (k)              | 22,26 =    | 1.         | 22,26    | 3.       | 22,30    | 7.      | [ 47 ] |
| Lore Hoffmann                                                  | 800 m (k)              | 2:02,05    | 3.         | 1:59,38  | 4.       | NQ       | NQ      | [ 48 ] |
| Delia Sclabas                                                  | 800 m (k)              | 2:03,03    | 6.         | NQ       | NQ       | NQ       | NQ      | [ 48 ] |
| Ditaji Kambundji                                               | 100 m przez płotki (k) | 13,17      | 8.         | NQ       | NQ       | NQ       | NQ      | [ 49 ] |
| Yasmin Giger                                                   | 400 m przez płotki(k)  | 57,03      | 6.         | NQ       | NQ       | NQ       | NQ      | [ 50 ] |
| Léa Sprunger                                                   | 400 m przez płotki(k)  | 54,74      | 3.         | 55,12    | 4.       | NQ       | NQ      | [ 50 ] |
| Fabienne Schlumpf                                              | maraton (k)            | N/A        | N/A        | N/A      | N/A      | 2:31:36  | 12.     | [ 51 ] |
| Martina Strähl                                                 | maraton (k)            | N/A        | N/A        | N/A      | N/A      | 2:39:25  | 51.     | [ 51 ] |
| Riccarda Dietsche Ajla Del Ponte Mujinga Kambundji Salomé Kora | sztafeta 4 × 100 m (k) | 42,05      | 2.         | N/A      | N/A      | 42,08    | 4.      | [ 52 ] |
| Léa Sprunger Silke Lemmens Rachel Pellaud Yasmin Giger         | sztafeta 4 × 400 m (k) | 3:25,90    | 6.         | N/A      | N/A      | NQ       | NQ      | [ 53 ] |

Konkurencje techniczne
| Zawodnik       | Konkurencja       | Kwalifikacje | Kwalifikacje | Finał | Finał   | Źródło |
| Zawodnik       | Konkurencja       | Wynik        | Miejsce      | Wynik | Miejsce | Źródło |
| -------------- | ----------------- | ------------ | ------------ | ----- | ------- | ------ |
| Loïc Gasch     | skok wzwyż (m)    | 2,21         | 23.          | NQ    | NQ      | [ 54 ] |
| Salome Lang    | skok wzwyż (k)    | 1,86         | 23.          | NQ    | NQ      | [ 55 ] |
| Angelica Moser | skok o tyczce (k) | 4,40         | 20.          | NQ    | NQ      | [ 56 ] |
| Andrina Hodel  | skok o tyczce (k) | 4,25         | 24.          | NQ    | NQ      | [ 56 ] |

### Pływanie
| Zawodnik                                             | Konkurencja                     | Eliminacje | Eliminacje | Półfinał | Półfinał | Finał   | Finał   | Źródło               |
| Zawodnik                                             | Konkurencja                     | Czas       | Miejsce    | Czas     | Miejsce  | Czas    | Miejsce | Źródło               |
| ---------------------------------------------------- | ------------------------------- | ---------- | ---------- | -------- | -------- | ------- | ------- | -------------------- |
| Roman Mityukov                                       | 100 m dowolnym (m)              | 48,43      | 15.        | 48,53    | 16.      | NQ      | NQ      | [ 57 ] [ 58 ]        |
| Roman Mityukov                                       | 200 m grzbietowym (m)           | 1:57,45    | 11.        | 1:57,07  | 13.      | NQ      | NQ      | [ 59 ] [ 60 ]        |
| Antonio Djakovic                                     | 200 m dowolnym (m)              | 1:46,37    | 15.        | 1:45,92  | 11.      | NQ      | NQ      | [ 61 ] [ 62 ]        |
| Antonio Djakovic                                     | 400 m dowolnym (m)              | 3:45,82    | 9.         | N/A      | N/A      | NQ      | NQ      | [ 63 ]               |
| Jérémy Desplanches                                   | 100 m klasycznym (m)            | 1:00,29.   | 28.        | NQ       | NQ       | NQ      | NQ      | [ 64 ]               |
| Jérémy Desplanches                                   | 200 m zmiennym (m)              | 1:56,89    | 2.         | 1:57,38. | 6.       | 1:56,17 | brąz    | [ 65 ] [ 66 ] [ 67 ] |
| Noè Ponti                                            | 100 m motylkowym (m)            | 51,24      | 5.         | 50,76    | 3.       | 50,74   | brąz    | [ 68 ] [ 69 ] [ 70 ] |
| Noè Ponti                                            | 200 m motylkowym (m)            | 1:55,05    | 5.         | 1:55,37  | 10.      | NQ      | NQ      | [ 71 ] [ 72 ] [ 73 ] |
| Roman Mityukov Nils Liess Noè Ponti Antonio Djakovic | sztafeta 4 × 100 m dowolnym (m) | 3:14,65    | 14.        | N/A      | N/A      | NQ      | NQ      | [ 74 ]               |
| Antonio Djakovic Nils Liess Noè Ponti Roman Mityukov | sztafeta 4 × 200 m dowolnym (m) | 7:06,59    | 6.         | N/A      | N/A      | 7:06,12 | 6.      | [ 75 ] [ 76 ]        |
| Maria Ugolkova                                       | 100 m dowolnym (k)              | 54,86      | 26.        | NQ       | NQ       | NQ      | NQ      | [ 77 ]               |
| Maria Ugolkova                                       | 100 m motylkowym (k)            | 58,22      | 17.        | NQ       | NQ       | NQ      | NQ      | [ 78 ]               |
| Maria Ugolkova                                       | 200 m zmiennym (k)              | 2:10,04    | 5.         | 2:10,65  | 9.       | NQ      | NQ      | [ 79 ] [ 80 ]        |
| Lisa Mamié                                           | 100 m klasycznym (k)            | 1:06,76    | 13.        | 1:07,41  | 15.      | NQ      | NQ      | [ 81 ] [ 82 ]        |
| Lisa Mamié                                           | 200 m klasycznym (k)            | 2:23,91    | 14.        | 2:25,11  | 14.      | NQ      | NQ      | [ 83 ] [ 84 ]        |

### Siatkówka plażowa
Mężczyźni
| Zawodnik                         | Konkurencja | Faza grupowa                            | Faza grupowa                      | Faza grupowa                               | Pozycja | Plat-off                               | 1/8                                            | Ćwierćfinały                                   | Półfinały                        | Finał                                  | Finał   | Źródło |
| Zawodnik                         | Konkurencja | Przeciwnik Wynik                        | Przeciwnik Wynik                  | Przeciwnik Wynik                           | Pozycja | Przeciwnik Wynik                       | Przeciwnik Wynik                               | Przeciwnik Wynik                               | Przeciwnik Wynik                 | Przeciwnik Wynik                       | Pozycja | Źródło |
| -------------------------------- | ----------- | --------------------------------------- | --------------------------------- | ------------------------------------------ | ------- | -------------------------------------- | ---------------------------------------------- | ---------------------------------------------- | -------------------------------- | -------------------------------------- | ------- | ------ |
| Adrian Heidrich Mirco Gerson     | mężczyzni   | Younousse Tijan 0:2 (17:21, 16:21)      | Gibb Bourne 0:2 (19:21, 21:23)    | Carambula Rossi) 2:1 (21:14, 24:26, 15:13) | 3.      | M.Grimalt E.Grimalt 0:2 (17:21, 18:21) | NQ                                             | NQ                                             | NQ                               | NQ                                     | 17.     | [ 85 ] |
| Joana Heidrich Anouk Vergé-Dépré | kobiet      | Sude Borger 2:1 (21:8, 21:23, 15:6)     | Stam Schoon 2:0 (22:20, 21:18)    | Pavan Humana-Paredes 0:2 (13:21, 22:24)    | 2.      | N/A                                    | Hüberli Betschart 2:1 (21:12, 19:21, 23:21)    | Ana Patrícia Rebecca 2:1 (21:19, 18:21, 15:12) | Ross Klineman 0:2 (12:21, 11:21) | Kravčenoka Graudiņa 2:0 (21:19, 21:15) | brąz    | [ 85 ] |
| Tanja Hüberli Nina Betschart     | kobiet      | Ludwig Kozuch 2:1 (23:25, 22:20, 16:14) | Hermannová Sluková 2:0 (walkower) | Ishii Murakami 2:1 (14:21, 21:19, 15:12)   | 1.      | N/A                                    | Heidrich Vergé-Dépré 1:2 (12:21, 21:19, 21:23) | NQ                                             | NQ                               | NQ                                     | 9.      | [ 85 ] |

### Skoki do wody
| Zawodnik          | Konkurencja                      | Preliminacje | Preliminacje | Półfinał | Półfinał | Finał  | Finał   | Źródło               |
| Zawodnik          | Konkurencja                      | Punkty       | Miejsce      | Punkty   | Miejsce  | Punkty | Miejsce | Źródło               |
| ----------------- | -------------------------------- | ------------ | ------------ | -------- | -------- | ------ | ------- | -------------------- |
| Michelle Heimberg | trampolina 3 m indywidualnie (k) | 289,95       | 11.          | 289,80   | 12.      | 283,35 | 11.     | [ 86 ] [ 87 ] [ 88 ] |

### Strzelectwo
| Zawodnik              | Konkurencja                         | Kwalifikacje | Kwalifikacje | Finał | Finał   | Źródło        |
| Zawodnik              | Konkurencja                         | Wynik        | Pozycja      | Wynik | Pozycja | Źródło        |
| --------------------- | ----------------------------------- | ------------ | ------------ | ----- | ------- | ------------- |
| Nina Christen         | karabin pneumatyczny (k)            | 628,5        | 7.           | 230,6 | brąz    | [ 89 ] [ 90 ] |
| Nina Christen         | karabin małokalibrowy 3 postawy (k) | 1174-61x     | 6.           | 463,9 | złoto   | [ 91 ] [ 92 ] |
| Heidi Diethelm Gerber | pistolet pneumatyczny (k)           | 569-8x       | 28.          | NQ    | NQ      | [ 93 ] [ 94 ] |
| Heidi Diethelm Gerber | pistolet sportowy (k)               | 579-16x      | 22.          | NQ    | NQ      | [ 95 ]        |

### Szermierka
| Zawodnik                                                     | Konkurencja              | 1/32             | 1/16             | 1/8              | Ćwierćfinały               | Półfinały         | Finał/o 3. miejsce | Finał/o 3. miejsce | Źródło |
| Zawodnik                                                     | Konkurencja              | Przeciwnik Wynik | Przeciwnik Wynik | Przeciwnik Wynik | Przeciwnik Wynik           | Przeciwnik Wynik  | Przeciwnik Wynik   | Pozycja            | Źródło |
| ------------------------------------------------------------ | ------------------------ | ---------------- | ---------------- | ---------------- | -------------------------- | ----------------- | ------------------ | ------------------ | ------ |
| Benjamin Steffen                                             | szpada indywidualnie (m) | Suchow W 15-12   | Rejzlin P 11-15  | NQ               | NQ                         | NQ                | NQ                 | 29.                | [ 96 ] |
| Max Heinzer                                                  | szpada indywidualnie (m) | Bye              | Swiczkar W 15-11 | Rejzlin P 12-15  | NQ                         | NQ                | NQ                 | 13.                | [ 96 ] |
| Michele Niggeler                                             | szpada indywidualnie (m) | Ramirez P 6-15   | NQ               | NQ               | NQ                         | NQ                | NQ                 | 35.                | [ 96 ] |
| Benjamin Steffen Max Heinzer Michele Niggeler Lucas Malcotti | szpada drużynowo (m)     | N/A              | N/A              | N/A              | Korea Południowa · P 39-44 | Francja · P 37-45 | Włochy · P 34-36   | 8.                 | [ 97 ] |

### Tenis stołowy
| Zawodnik     | Konkurencja        | Eliminacje       | Runda 1          | Runda 2          | Runda 3          | 1/8 finału       | Ćwierćfinały     | Półfinały        | Finał            | Finał   | Źródło |
| Zawodnik     | Konkurencja        | Przeciwnik Wynik | Przeciwnik Wynik | Przeciwnik Wynik | Przeciwnik Wynik | Przeciwnik Wynik | Przeciwnik Wynik | Przeciwnik Wynik | Przeciwnik Wynik | Pozycja | Źródło |
| ------------ | ------------------ | ---------------- | ---------------- | ---------------- | ---------------- | ---------------- | ---------------- | ---------------- | ---------------- | ------- | ------ |
| Rachel Moret | gra pojedyncza (k) | Bye              | Yamada W 4-2     | Póta W 4-1       | Chen Meng P 0-4  | NQ               | NQ               | NQ               | NQ               | 17.     | [ 98 ] |

### Tenis ziemny
| Zawodnik                         | Konkurencja | Pierwsza runda          | Druga runda                             | Trzecia runda                                  | Ćwierćfinały                        | Półfinały                        | Finał                                 | Finał   | Źródło  |
| Zawodnik                         | Konkurencja | Przeciwnik Wynik        | Przeciwnik Wynik                        | Przeciwnik Wynik                               | Przeciwnik Wynik                    | Przeciwnik Wynik                 | Przeciwnik Wynik                      | Pozycja | Źródło  |
| -------------------------------- | ----------- | ----------------------- | --------------------------------------- | ---------------------------------------------- | ----------------------------------- | -------------------------------- | ------------------------------------- | ------- | ------- |
| Belinda Bencic                   | singiel (k) | Pegula W 1-2 (6:3, 6:3) | Doi W 2-0 (6:2, 6:4)                    | Krejčíková W 2-1 (1:6, 6:2, 6:3)               | Pawluczenkowa W 2-1 (6:0, 3:6, 6:3) | Rybakina W 2-1 (7:6, 4:6, 6:3)   | Vondroušová W 2-1 (7:5, 2:6, 6:3)     | złoto   | [ 99 ]  |
| Viktorija Golubic                | singiel (k) | Osorio W 2-0 (6:4, 6:1) | Ōsaka P 0-2 (3:6, 2:6)                  | NQ                                             | NQ                                  | NQ                               | NQ                                    | 17.     | [ 99 ]  |
| Belinda Bencic Viktorija Golubic | debel (k)   | N/A                     | Aoyama Shibahara W 2-1 (6:4, 6:7, 10:5) | Muguruza Suárez Navarro W 2-1 (3:6, 6:1, 11:9) | Perez Stosur W 2-0 (6:4, 6:4)       | Pigossi Stefani W 2-0 (7:5, 6:3) | Krejčíková Siniaková P 0-2 (5:7, 1:6) | srebro  | [ 100 ] |

### Triathlon
| Zawodnik                                                 | Konkurencja | Pływanie                | Zmiana 1            | Jazda na rowerze        | Zmiana 2            | Bieg                    | Czas    | Pozycja | Źródło  |
| -------------------------------------------------------- | ----------- | ----------------------- | ------------------- | ----------------------- | ------------------- | ----------------------- | ------- | ------- | ------- |
| Nicola Spirig                                            | kobiety     | 19:32                   | 0:43                | 1:02:50                 | 0:32                | 34:28                   | 1:58:05 | 6.      | [ 101 ] |
| Jolanda Annen                                            | kobiety     | 19:32                   | 0:44                | 1:05:04                 | 0:35                | 35:36                   | 2:01:31 | 19.     | [ 101 ] |
| Max Studer                                               | mężczyźni   | 18:25                   | 0:39                | 55:59                   | 0:28                | 30:35                   | 1:46:06 | 9.      | [ 102 ] |
| Andrea Salvisberg                                        | mężczyźni   | 18:02                   | 0:40                | 56:03                   | 0:30                | 32:10                   | 1:47:25 | 22.     | [ 102 ] |
| Jolanda Annen Andrea Salvisberg Nicola Spirig Max Studer | sztafeta    | 03:51 03:59 04:35 04:11 | 0:40 0:37 0:40 0:37 | 10:32 09:35 10:20 09:50 | 0:30 0:28 0:30 0:29 | 06:27 05:44 06:19 05:33 | 1:25:27 | 7.      | [ 103 ] |

### Wioślarstwo
| Zawodnik                                               | Konkurencja | Eliminacje | Eliminacje | Repasaż | Repasaż | Ćwierćfinały | Ćwierćfinały | Półfinały | Półfinały       | Finał           | Finał      | Miejsce | Źródło  |
| Zawodnik                                               | Konkurencja | Czas       | M.         | Czas    | M.      | Czas         | M.           | Czas      | M.              | Czas            | M.         | Miejsce | Źródło  |
| ------------------------------------------------------ | ----------- | ---------- | ---------- | ------- | ------- | ------------ | ------------ | --------- | --------------- | --------------- | ---------- | ------- | ------- |
| Barnabé Delarze Roman Röösli                           | M2x         | 6:11,24    | 2.         | N/A     | N/A     | N/A          | N/A          | 6:25,89   | 3.              | 6:09,05 Finał A | 5.         | 5.      | [ 104 ] |
| Paul Jacquot Markus Kessler Joel Schürch Andrin Gulich | M4-         | 6:04,09    | 4.         | 6:27,80 | 5.      | N/A          | N/A          | N/A       | N/A             | 6:02,32         | 3. Finał B | 9.      | [ 105 ] |
| Jeannine Gmelin                                        | W1x         | 7:47,20    | 2.         | N/A     | N/A     | 8:02,10      | 2.           | 7:25,80   | 2. Półfinał A/B | 7:20,91         | 5. Finał A | 5.      | [ 106 ] |
| Patricia Merz Frédérique Rol                           | LW2x        | 7:08,66    | 4.         | 7:22,02 | 1.      | N/A          | N/A          | 6:48,92   | 4. Półfinał A/B | 6:49,16         | 1. Finał A | 7.      | [ 107 ] |

### Wspinaczka sportowa
| Zawodnik       | Konkurencja | Kwalifikacje           | Kwalifikacje | Kwalifikacje | Kwalifikacje | Kwalifikacje | Finał                  | Finał      | Finał       | Finał  | Pozycja | Źródło          |
| Zawodnik       | Konkurencja | Wyniki                 | Wyniki       | Wyniki       | Punkty       | Miejsce      | Wyniki                 | Wyniki     | Wyniki      | Punkty | Pozycja | Źródło          |
| Zawodnik       | Konkurencja | Wspinaczka na szybkość | Bouldering   | Prowadzenie  | Punkty       | Miejsce      | Wspinaczka na szybkość | Bouldering | Prowadzenie | Punkty | Pozycja | Źródło          |
| -------------- | ----------- | ---------------------- | ------------ | ------------ | ------------ | ------------ | ---------------------- | ---------- | ----------- | ------ | ------- | --------------- |
| Petra Klingler | kobiety     | 10                     | 10           | 14           | 1400         | 16.          | NQ                     | NQ         | NQ          | NQ     | NQ      | [ 108 ] [ 109 ] |

### Zapasy
| Zawodnik         | Konkurencja                | Kwalifikacje     | 1/8               | Ćwierćfinał      | Półfinał         | Repesaż 1        | Finał            | Finał   | Źródło  |
| Zawodnik         | Konkurencja                | Przeciwnik Wynik | Przeciwnik Wynik  | Przeciwnik Wynik | Przeciwnik Wynik | Przeciwnik Wynik | Przeciwnik Wynik | Pozycja | Źródło  |
| ---------------- | -------------------------- | ---------------- | ----------------- | ---------------- | ---------------- | ---------------- | ---------------- | ------- | ------- |
| Stefan Reichmuth | -86 kg mężczyzn styl wolny | N/A              | Faradżallah W 6-2 | Jazdani P 1-12   | NQ               | Szapijew P 2-5   | NQ               | 8.      | [ 110 ] |

### Żeglarstwo
| Zawodnik                          | Konkurencja  | Wyścig | Wyścig | Wyścig | Wyścig | Wyścig | Wyścig | Wyścig | Wyścig | Wyścig | Wyścig | Wyścig | Wyścig | Wyścig | Punkty | Finałowa pozycja | Źródło  |
| Zawodnik                          | Konkurencja  | 1      | 2      | 3      | 4      | 5      | 6      | 7      | 8      | 9      | 10     | 11     | 12     | M*     | Punkty | Finałowa pozycja | Źródło  |
| --------------------------------- | ------------ | ------ | ------ | ------ | ------ | ------ | ------ | ------ | ------ | ------ | ------ | ------ | ------ | ------ | ------ | ---------------- | ------- |
| Maud Jayet                        | Laser Radial | 22     | 7      | 22     | 34     | 13     | 1      | 21     | 25     | 28     | 24     | N/A    | N/A    | NQ     | 163    | 19.              | [ 111 ] |
| Linda Fahrni Maja Siegenthaler    | 470          | 12     | 4      | 8      | 2      | 5      | 10     | 9      | 7      | 12     | 5      | N/A    | N/A    | 2      | 64     | 4.               | [ 112 ] |
| Sébastien Schneiter Lucien Cujean | 49er         | 16     | 10     | 14     | 10     | 3      | 20 UFD | 9      | 9      | 9      | 18     | 13     | 12     | NQ     | 123    | 14.              | [ 113 ] |
| Mateo Sanz Lanz                   | RS:X         | 1      | 1      | 9      | 10     | 3      | 4      | 16     | 17     | 12     | 10     | 13     | 15     | 6      | 100    | 8.               | [ 114 ] |

M – Wyścig medalowy